# Marcus Olausson (läkare)
Sven Marcus Olausson, född 9 mars 1986 på Tjörn i Bohuslän, är en svensk läkare och TV-profil, mest känd för sin medverkan som gladiatorn Herkules i TV-programmet Gladiatorerna på TV4. Han är sedan flera år tillbaka bosatt i Stockholm, där han till vardags arbetar på en vårdcentral. Sedan en tid tillbaka medverkar han även varannan söndag med att bland annat ta upp en del olika hälsofrågor på Nyhetsmorgon, vilket han gör utöver sitt vanliga arbete på vårdcentral.

2025 släppte han sin debutbok ”Läkarens vägar till bättre hälsa”. En bok som ska inspirera läsaren till hälsosamma livsstilsval. 

## Medverkan i Gladiatorerna
Olausson anslöt sig som gladiatorn Herkules inför den åttonde säsongen av TV-programmet Gladiatorerna, som hade premiär på TV4 i mars 2014. Han sökte från början in till programmet som utmanare, men blev senare kontaktad av programmets TV-team, som tyckte att han passade bättre som gladiator i programmet. Kort efter att Olausson hade fått beskedet om att agera som gladiator i programmet, så blev han kontaktad av dess ansvariga producent, som sa åt honom att färga om sitt naturligt bruna hår till blont, inför sin då kommande TV-medverkan som gladiatorn Herkules. Olausson vägrade till en början att göra detta, men gav sedan efter ett tag med sig, och färgade därefter om hela sitt hår till blont, vilket han skulle fortsätta med att göra fram tills den andra programnedläggningen av Gladiatorerna år 2018.

## Medverkan i Nyhetsmorgon
Olausson började under sommaren 2021 att dyka upp som "sommardoktor" i TV4:s morgonprogram Nyhetsmorgon, som en vikarierande ersättare för Mikael Sandström. Han medverkar efter detta i programmet varannan söndag med att bland annat ta upp en del olika hälsofrågor, i kombination med att han till vardags arbetar som läkare på en vårdcentral, som ligger belägen på Kungsholmen i centrala Stockholm.